# 硼杂苯
硼杂苯是一种假想的有机硼化合物，化学式为C5H5B，是一种缺电子分子。它的母体化合物尚属未知，但阴离子1H-硼杂苯（[C5H5BH]-）及其加合物是已知的。

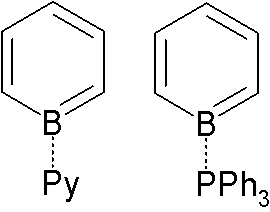
硼杂苯和吡啶及三苯基膦的加合物。

硼杂苯和路易斯碱形成的加合物是稳定的，它们只能通过间接方法制得：
C5H5N  +  MeOBC5H5SiMe3  →  C5H5N-BC5H5  +  MeOSiMe3
吡啶加合物C5H5N-BC5H5在结构上与联苯相似。它是黄色固体，吡啶配体与硼杂苯紧密相连，在氘代吡啶中，未发现配体交换。
从化学性质上看，硼杂苯吡啶加合物的性质类似于二烯烃而非联苯。